# 十棱山矾
十棱山矾（学名：Symplocos chunii）为山矾科山矾属下的一个种。

## 扩展阅读
- 維基物種上的相關：十棱山矾